# Spencer Breslin
Spencer Breslin (* 18. Mai 1992 in New York City, New York) ist ein US-amerikanischer Filmschauspieler.

## Leben
Breslin spielte seit 1997 in verschiedenen Fernsehserien mit, ehe er im Jahr 2000 in dem Film The Kid – Image ist alles, als jüngeres Ich von Bruce Willis, sein Filmdebüt gab. Seither war er in mehreren Disney-Spielfilmen zu sehen.
Er hat einen älteren Bruder Ryan Breslin (geb. 1985) und eine jüngere Schwester namens Abigail, die ebenfalls Schauspielerin ist. In dem Film Liebe auf Umwegen, einer Komödie aus dem Jahr 2004, verkörpert sie auch seine Filmschwester.

## Filmografie
- 1997: Ein Pastor startet durch (Soul Man, Fernsehserie, 3 Folgen)
- 1998: Law & Order (Fernsehserie, Folge 9x01 Cherished)
- 1999: Trinity (Fernsehserie, Folge 1x09 Patron Saint of Impossible Causes)
- 1999: Der Sturm des Jahrhunderts (Storm of the Century, Fernsehdreiteiler)
- 2000: The Kid – Image ist alles (The Kid)
- 2000: Meine Braut, ihr Vater und ich (Meet the parents)
- 2000: Das ultimative Weihnachtsgeschenk (The Ultimate Christmas Present, Fernsehfilm)
- 2001: Robertson’s Greatest Hits (Fernsehfilm)
- 2001: Kate Brasher (Fernsehserie, Folge 1x02 Simon)
- 2002: Peter Pan: Neue Abenteuer in Nimmerland (Return to Never Land, Stimme für Cubby)
- 2002: Mom’s On Strike – Mama kocht über (Mom’s on Strike, Fernsehfilm)
- 2002: Santa Clause 2 – Eine noch schönere Bescherung (The Santa Clause 2)
- 2002–2004: Teamo Supremo (Fernsehserie, Stimme für Captain Crandall)
- 2003: Ver–wünscht (You Wish!, Fernsehfilm)
- 2003: Ein Kater macht Theater (Dr. Seuss’ The Cat in the Hat)
- 2004: Liebe auf Umwegen (Raising Helen)
- 2004: Plötzlich Prinzessin 2 (The Princess Diaries 2: Royal Engagement)
- 2004: Wonderfalls (Fernsehserie, Folge 1x08 Lovesick Ass)
- 2004–2005: Center of the Universe (Fernsehserie, 12 Folgen)
- 2006: Ozzie, der Koalabär (Ozzie)
- 2006: Shaggy Dog – Hör mal, wer da bellt (The Shaggy Dog)
- 2006: Zoom – Akademie für Superhelden (Zoom)
- 2006: Santa Clause 3 – Eine frostige Bescherung (The Santa Clause 3: The Escape Clause)
- 2008: The Happening
- 2009: Bones – Die Knochenjägerin (Folge 4x17 Das Salz in den Wunden)
- 2011: Born to Race
- 2014: Perfect Sisters
- 2024: Darkness of Man

## Auszeichnungen
Spencer Breslin gewann 2001 für The Kid – Image ist alles den Young Artist Award und wurde für den Saturn Award nominiert.